# Lynford Hall
Lynford Hall est une maison de campagne néo-jacobéenne à Mundford, près de Thetford dans le comté anglais de Norfolk. C'est maintenant un hôtel.

## Histoire

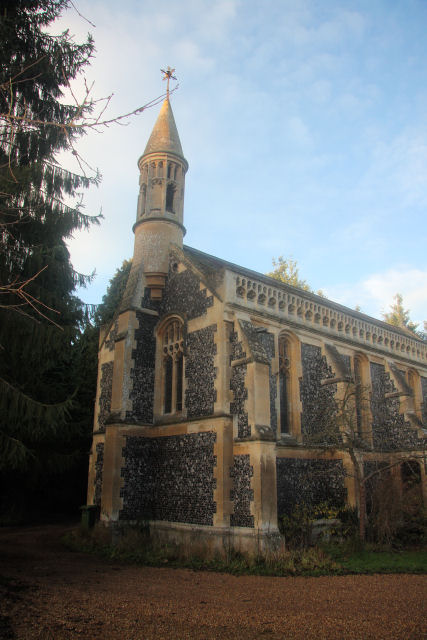
Chapelle catholique romaine de St Mary et St Stephen

La première maison de Lynford est construite vers 1500. Vers 1717, James Nelthorpe acquiert le domaine Lynford de Sir Charles Turner. Il construit une nouvelle maison avec d'agréables jardins, des plantations et des pièces d'eau à peu de distance de l'ancienne maison devenue la ferme. Le domaine reste dans la famille Nelthorpe jusqu'en 1805, date à laquelle il est acquis par George Eyres. Après plusieurs autres propriétaires, il est acheté par Sir Richard Sutton en 1827. Sutton charge l'architecte Charles Robert Cockerell de modifier et de remodeler la maison et d'agrandir le terrain et le parc. Le domaine est vendu en 1856 à Stephens Lyne-Stephens, qui démolit la maison en 1863.
Stephens est considéré à l'époque comme le roturier le plus riche d'Angleterre et commande la maison actuelle qui est construite entre 1857 et 1862 par William Burn. Il est marié à la ballerine française Pauline Duvernay pour qui il fait construire une chapelle catholique en silex indigène. Stephens est décédé avant que la maison du domaine ne soit achevée, mais Yolande conserve la maison et le domaine jusqu'à sa mort en 1894 .
Sous les propriétaires ultérieurs, le domaine reçoit des hôtes célèbres, Joe Kennedy, alors ambassadeur des États-Unis au Royaume-Uni. Il est souvent accompagné lors de ses visites par ses fils Joe Jr., John et Robert.
Lynford est ravagé par un incendie dans les années 1920, détruisant l'aile est du bâtiment (qui n'a pas été remplacée). Il y a encore de nombreux signes d'incendie, le plus évident étant que les encadrements de fenêtres du troisième étage se dressent maintenant fièrement sur le toit.
Le gouvernement utilisé le manoir comme hôpital pendant la Seconde Guerre mondiale. Certains noms gravés peuvent encore être trouvés dans les arbres sur le terrain de cette période. Le domaine est également utilisé par les forces américaines pendant la Seconde Guerre mondiale, et ils installent un système de chauffage central à eau chaude pour le bâtiment principal. La Forestry Commission  achète le manoir et l'utilise comme école de formation jusque dans les années 1960. À cette époque, la maison est mal entretenue et envahie par la végétation. En 1960, la maison est louée à Peter Widdowson, qui, avec un associé de Londres, fait quelques réparations à la maison et au terrain, l'exploitant comme un immeuble d'appartements, un hôtel et une maison publique. Plus tard, la Forestry Commission vend la maison à John Haire, baron Haire de Whiteabbey mais conserve les terres du domaine qui constituent aujourd'hui une grande partie de la forêt de Thetford.
Le manoir est acheté par Gerald F. Rand en 1970 qui transforme la maison en une maison privée avec un motel, avec des installations fonctionnelles. Il développe un parc de Mobile home à l'est de la maison avec une quarantaine de parcelles. La BBC y filme alors plusieurs programmes, dont Allô Allô, L'armée de papa et vous avez sonné, M'Lord ? . Après 25 ans, Rand vend la propriété, avec les entreprises, au milieu des années 1990.
La British Comedy Society a dévoilé une plaque bleue à Lynford Hall pour se souvenir de la sitcom de la Seconde Guerre mondiale « Allo » Allo ! lors d'un événement qui a vu de nombreux acteurs réunis le 7 septembre 2019 .
Lynford est un hôtel et un centre de conférence depuis quelques années.